# Leão II de Constantinopla
Leão II de Constantinopla, dito Teotócita (em grego: Λεόντιος Θεοτοκίτης), foi o patriarca grego ortodoxo de Constantinopla por um breve período em 1189. Ele ascendeu ao trono após a deposição de Dositeu em fevereiro/março de 1189 e saiu quando ele foi restaurado em setembro/outubro do mesmo ano.